# Kevin Coleman (Fußballspieler)
Kevin Jessie Coleman (* 1. März 1998 in Fairfax, Virginia) ist ein US-amerikanischer Fußballspieler ghanaischer Abstammung auf der Position eines Stürmers und Flügelspielers.

## Karriere

### Karrierebeginn
Kevin Coleman wurde am 1. März 1998 in der Kleinstadt Fairfax im Norden des US-Bundesstaates Virginia als Sohn von Sabina und Alfred Coleman geboren und wuchs hier an der Seite seines Bruders Tim auf. Bereits in seiner Kindheit begann Coleman mit dem Fußballspielen und wurde im Alter von sechs Jahren erstmals von seinen Eltern bei einem Ausbildungsklub angemeldet. Noch früh wurde der junge Offensivspieler in eine US-amerikanische Juniorennationalmannschaft beordert. Erste Erfahrungen in einer Nationalauswahl des US-amerikanischen Fußballverbands sammelte Coleman als 13-Jähriger bei einem Trainingscamp der US-amerikanischen U-14-Auswahl in Los Angeles. In seiner Jugend trat Coleman unter Trainer Phillip Roper für die Fußballmannschaft der 2008 gegründeten Kettle Run High School in Nokesville in Erscheinung und spielte für diese bis einschließlich seines Sophomore-Jahres. In ebendiesem gewann er mit der Mannschaft die regionale Meisterschaft und wurde am Ende dieser zum 3A Player of the Year, sowie als Mittelfeldspieler ins 3A Boys All-State First Team gewählt. In seinem zweiten Jahr an der High School hatte er es auf zwölf Treffer und 17 Torvorlagen gebracht; im Jahr zuvor waren es zehn Tore und 16 Assists.
Bereits im Sommer 2014 absolvierte er Probetrainingseinheiten bei diversen italienischen Klubs, so unter anderem bei Juventus Turin, und reiste danach nach London, um bei Klubs wie dem FC Chelsea, dem FC Fulham oder Tottenham Hotspur vorzuspielen. Parallel zu seiner Schullaufbahn trat er als Fußballspieler zumindest von 2014 bis 2015 auch für den Jugendausbildungsverein Baltimore Celtic im rund eineinhalb Autostunden entfernten Owings Mills, einem nördlichen Vorort von Baltimore, US-Bundesstaat Maryland in Erscheinung. Anfang des Jahres 2014 wurde Coleman auch eingeladen am U.S. Under-17 Residency Program an der IMG Academy in Bradenton, Florida, teilzunehmen, wo ihm Einsätze für die US-amerikanische U-17-Nationalmannschaft in Aussicht gestellt wurden. Nachdem er am Ende der regulären Meisterschaft 2015 mit dem Olympic Development Team (ODP) Region I Team an einem Turnier in Deutschland teilgenommen hatte, wo er nach sechs Toren in sieben Spielen mit dem Golden Boot als bester Torschütze ausgezeichnet worden war, bekundeten auch deutsche Fußballvereine ihr Interesse an dem, sowohl im Angriff, als auch im Mittelfeld einsetzbaren Coleman. Hierbei war er auch in zwei Partien gegen die U-19-Mannschaft des 1. FC Kaiserslautern angetreten, wobei er insgesamt drei Tore erzielte und einen Assist beisteuerte.

### Wechsel nach Deutschland
Vom Klub aus Kaiserslautern wurde er daraufhin zu einem über zweiwöchigen Probetraining eingeladen und infolge dieses mit einem Vertrag ausgestattet. Ab August 2015 war Coleman nunmehr beim 1. FC Kaiserslautern angemeldet, nahm aber über einen Zeitraum von mehreren Monaten an keinem offiziellen Pflichtspiel der Jugend teil. Erst gegen Ende der A-Junioren Regionalliga Südwest 2015/16, als Kaiserslautern als Meister in die A-Junioren-Bundesliga aufstieg, kam der Coleman zu vier Meisterschaftseinsätzen, wobei er ein Tor beisteuerte. Ab der A-Junioren-Bundesliga 2016/17 wurde der US-Amerikaner im U-19-Kader des Klubs vermehrt berücksichtigt, saß aber die meiste Zeit auf der Ersatzbank. Selten kam er zu zumeist nur wenige Minuten dauernden Kurzeinsätzen für die Mannschaft, die am Ende der Saison auf dem zweiten Platz der Staffel Süd/Südwest rangierte. Bei zwölf Ligaeinsätzen war der mittlerweile 18-jährige Offensivakteur auf lediglich einen Treffer gekommen. Des Weiteren wurde er in einem Viertelfinalspiel des DFB-Junioren-Vereinspokals 2016/17 gegen die Alterskollegen des FC Ingolstadt 04 eingesetzt, wobei er zwei Torvorlagen für seine Teamkameraden machte. Daneben wurde er lediglich in Test- und Freundschaftsspielen, sowie im Verbandspokal und in einem Hallenfußballturnier eingesetzt.
Im Sommer 2017 wurde Coleman vereinslos, blieb ab vorrangig in Deutschland, um hier einen neuen Verein zu finden. Erst im Frühjahr 2018 fand er einen solchen mit der SpVgg Bayreuth, der er sich im Mai 2018 anschloss. Im letzten Meisterschaftsspiel der Regionalliga Bayern 2017/18 gab der US-Amerikaner sein Debüt im Herrenfußball, als er bei der 1:4-Heimniederlage gegen den Traditionsklub 1860 München in der 82. Spielminute für Chris Wolf auf den Rasen kam. Die Bayreuther rangierten am Saisonende auf dem 17. von 19 Tabellenplätzen und somit auf einem Relegationsplatz. In den Relegationsspielen um den Verbleib in der Regionalliga Bayern kam Coleman im Hinspiel zu einem weiteren Kurzeinsatz; aufgrund der Auswärtstorregel blieb die Mannschaft nach einem 2:2-Remis im Hinspiel und einem 1:1-Unentschieden im Rückspiel weiterhin in der bayrischen Regionalliga. Im Bayerischen Pokal 2017/18 kam der Flügelspieler im Finale gegen den 1. FC Schweinfurt 05 zu einem weiteren Einsatz, als er in Minute 75 von Trainer Josef Albersinger für Patrick Weimar eingewechselt wurde. Sein mit Saisonende auslaufender Vertrag wurde in weiterer Folge verlängert.
In der Regionalliga Bayern 2018/19 starteten die Bayreuther schwach in die Saison und verloren die ersten sechs Partien, von denen Coleman in fünf von Beginn an im Einsatz war. Erst gegen Ende August fuhr die Mannschaft die ersten Punkte ein, wobei die Einsätze des US-Amerikaners zu diesem Zeitpunkt bereits weniger wurden. Ab Mitte September 2018 saß er nahezu ausschließlich auf der Ersatzbank und kam von dieser nur selten zu Kurzeinsätzen bzw. gehörte erst gar nicht zum erweiterten Kader. Spielpraxis sammelte er während dieser Zeit unter anderem bei der zweiten Mannschaft der SpVgg Bayreuth mit Spielbetrieb in der siebentklassigen Bezirksliga Oberfranken Ost, in der er es auf fünf Ligaeinsätze und ein -tor brachte. Zur Winterpause – die SpVgg Bayreuth hatte sich mittlerweile von den hinteren Tabellenplätzen gelöst – wurde Coleman von seinen Pflichten entbunden und musste sich erneut auf Vereinssuche begeben.

### Rückkehr in die Heimat
Im Januar 2019 absolvierte er ein für ihn erfolgloses Probetraining bei der zweiten Mannschaft des FC Schalke 04 und kehrte bald darauf in seine Heimat zurück, wo er im März 2019 beim Orange County SC mit Spielbetrieb in der USL Championship unterschrieb. Nachdem er davor bereits in zwei Spielen uneingesetzt auf der Ersatzbank gesessen war, gab er am 22. Juni 2019 sein Profidebüt, als er bei der 0:2-Heimniederlage gegen die Portland Timbers 2 von Trainer Braeden Cloutier in der 79. Spielminute für Joe Amico aufs Spielfeld kam. Auch danach kam er laufend zu Kurzeinsätzen und brachte es im Spieljahr 2019 auf 13 Ligaeinsätze, einen -treffer, sowie -zwei Torvorlagen. Als Fünftplatzierter der Western Conference der regulären Spielzeit zog er mit dem Orange County SC in weiterer Folge in die meisterschaftsentscheidenden Play-offs ein. Das Team schied jedoch bereits im ersten Spiel, der Viertelfinalbegegnung gegen die Real Monarchs, nach einer 2:6-Niederlage aus den Play-offs aus.